# Magelona tehuanensis
Magelona tehuanensis är en ringmaskart som beskrevs av Hernandez-Alcantra och Solis-Weiss 2000. Magelona tehuanensis ingår i släktet Magelona och familjen Magelonidae. Inga underarter finns listade i Catalogue of Life.